# Almudena Carracedo
Almudena Carracedo Verde (Madrid, 1972) es una cineasta española ganadora, entre otros, de un Premio Emmy en 2008 por su película documental Made in L.A. (2007), elogiado por The New York Times como "un excelente documental sobre la dignidad humana más elemental". En 2019, obtuvo el Premio Goya a la mejor película documental con El silencio de otros.

## Trayectoria
Nació en Madrid y estudió Comunicación audiovisual en la Universidad Complutense de Madrid (UCM). Después, siguió formándose en la Escuela de Teatro, Cine y Televisión de la Universidad de California en Los Ángeles (UCLA), ciudad de Estados Unidos en la que ha desarrollado gran parte de su carrera profesional. Es copropietaria de la compañía Semilla Verde Productions Ltd con sede en Brooklyn.
En 2009, tras el éxito de su documental Made in L.A. recibió el premio ESTELA de la National Association of Latino Independent Producers (NALIP) y, los siguientes años, obtuvo becas de diferentes organizaciones que apoyan la producción cinematográfica y documental: United States Artists (2009), Sundance Institute and Time Warner Foundation (2012), Creative Capital (2012) y una Beca Guggenheim en Artes Creativas que otorga la John Simon Guggenheim Memorial Foundation (2015).
La Universidad Wesleyana de Illinois la homenajeó invistiéndola Doctora honoris causa en Letras y Humanidades en 2011 como reconocimiento a su trayectoria. Ha sido jurado en numerosos festivales, incluyendo la Semana Internacional de Cine de Valladolid (SEMINCI), Silverdocs y el Festival Internacional de Documentales de Santiago en Chile, así como delegada de la sección de documentales en CIMA, la Asociación de mujeres cineastas y de medios audiovisuales.
Además de su labor como cineasta, Carracedo imparte clases y talleres en varias universidades, es profesora de producción documental en la Universidad de Nueva York (NYU) en Madrid, y una de las profesoras del Master de Producción y Dirección de Documentales del IPECC de la Universidad de Alcalá en Madrid.

## Premios y reconocimientos
En 2008, Carracedo recibió junto a Robert Bahar un Premio Emmy por su documental Made in L.A. que cuenta la historia de tres costureras en Los Ángeles, inmigrantes latinas, que se embarcan en una odisea durante tres años para conseguir protecciones laborales básicas en una famosa tienda de ropa.
Algún tiempo después del estreno de Made in L.A., se embarcó de nuevo con Bahar para filmar un documental sobre las víctimas silenciadas del régimen del dictador Francisco Franco. La obra, titulada El silencio de otros (2018), con la que estuvieron trabajando durante seis años, se estrenó en la sección Panorama de la 68 edición del Festival Internacional de Cine de Berlín donde recibió el Premio del Público y el Premio de Cine por la Paz de la Fundación Heinrich Böll. En agosto de 2018, el documental fue seleccionado, junto al de Pau Ortiz Al otro lado del muro, para aspirar a la nominación a los Premios del Cine Europeo, que otorgan anualmente la Academia de Cine Europea y EFA Productions.
En 2019, El silencio de otros obtuvo el Premio Goya a la mejor película documental. Ese mismo año, Carracedo recibió junto con Robert Bahar el Premio del Jurado Escolar en el Festival de cine español en Nantes por El silencio de otros.
En 2024, su documental de Netflix titulado No estás sola. La lucha contra la manada, sobre el caso de La Manada, fue galardonado con el Premio Ondas ex-aecuo con Cómo cazar a un monstruo de Carles Tamayo, de Prime Video.

## Obra
- 2018 – El silencio de otros. Estados Unidos-España. Directora. Productora. Directora de Fotografía.
- 2007 – Made in L.A.. Estados Unidos. Directora. Productora. Directora de Fotografía.
- 2002 – Welcome, a Docu-Journey of Impressions. Estados Unidos. Directora. Productora. Directora de Fotografía.
- 1996 – Rotation (cortometraje experimental). España-Francia. Directora. Productora. Directora de Fotografía.z
- 2024 – No estás sola. La lucha contra la manada. Directora y guionista con Robert Bahar.[17]